# Eddie Amador
Eddie Amador (* 1967) ist ein US-amerikanischer House-DJ, Produzent und Remixer.

## Leben und Karriere
Eddie Amador kam 1996 nach Los Angeles, veröffentlicht seit 1997 House-Songs und legt weltweit auf. Seine erste Single House Music kam in die UK-Charts und wurde ein weltweiter Club-Hit.
2015 wurde er für seinen Song The Rising für einen Grammy in der Kategorie Best Remixed Recording nominiert.